# Lerista ingrami
Lerista ingrami är en ödleart som beskrevs av  Storr 1991. Lerista ingrami ingår i släktet Lerista och familjen skinkar. Inga underarter finns listade i Catalogue of Life.